# Spring Day (canción)
«Spring Day» es una canción grabada por el grupo surcoreano BTS, lanzada el 13 de febrero de 2017 por Big Hit Entertainment, como sencillo principal del álbum You Never Walk Alone. La canción fue un éxito de ventas; llegó a encabezar la lista Gaon Digital Chart y desde entonces ha superado  2 500 000 descargas. El tema también ganó en la categoría «Canción del año» de los Melon Music Awards de 2017. Un remix de la misma fue publicado en enero de 2018 para su descarga gratuita.

## Antecedentes
El 12 de febrero de 2017, BTS tuvo un programa previo a su comeback en la aplicación V LIVE de Naver. Las promociones en programas musicales empezaron a partir del 23 de febrero, tanto con «Spring Day» como con «Not Today», que fueron presentadas en M! Countdown. El tema también fue incluido en la lista de canciones de la gira BTS Live Trilogy. Episode III: The Wings Tour.
«Spring Day» obtuvo el primer lugar en varios programas de música. Debutó en el número 15 de la lista Billboard Bubbling Under Hot 100 y el 1 en la Billboard World Digital Songs al tener 14 000 descargas. Además, las 4 nuevas canciones del grupo se situaron en los 4 primeros puestos, lo cual convirtió a BTS en el primer artista de K-pop en conseguirlo.

## Composición
«Spring Day» está en la clave de Eb mayor y el rango vocal principal se sitúa entre Bb3-Bb5. Mezcla varios estilos como pop, rap, world, y K-pop. Además, incluye la voz de apoyo de la cantante y escritora Arlissa. También se usó influencias de Future Bass, al inicio de la canción, en la producción, también inició con una guitarra eléctrica, una pista de R&B, Golpes de Hip-Hop, Y toques de Dance. Tiene 107 beats por minuto.
La canción usa una metáfora respecto a las estaciones para describir la ausencia temporal de un amigo. El miembro del grupo, J-Hope, declaró que el género de este tema fue «una mezcla de rock británico y sonidos de electrónica».

## Vídeo musical
El vídeo musical para «Spring Day» fue publicado el 12 de febrero de 2017 en YouTube; llegó a superar los 9 millones de vistas en 24 horas, rompiendo el récord del anterior sencillo de BTS, «Blood, Sweat, & Tears». Una semana después, su siguiente sencillo, «Not Today», mejoró y sobrepasó esa marca con 10 millones de vistas. Asimismo, «Spring Day» se convirtió en el vídeo  más rápido de un grupo de K-pop en alcanzar las 20 millones de vistas, obteniéndolo en menos de 4 días, mientras que «Not Today» lo hizo en menos de 3. Muchos fanáticos y medios de comunicación especularon que el vídeo musical estuvo inspirado en la tragedia del Ferry Sewol. Kultscene describió el vídeo como «estéticamente placentero (...) hermosamente grabado y bien planeado, con referencias a películas y libros como Snowpiercer y Omelas, lo cual añadió más profundidad al vídeo». Tiene similitudes a la novela de 1974 de Ursula K. Le Guin, The Ones Who Walk Away From Omelas. El libro cuenta la historia de una ciudad utópica llamada Omelas, en la que la felicidad de los ciudadanos depende del sufrimiento continuo de un solo niño. El vídeo sugiere a través de las imágenes, que los miembros están entre aquellos que, una vez que son conscientes del dolor, se alejan de Omelas.
El vídeo musical fue dirigido por Choi YongSeok de Lumpens. Otros miembros clave del personal fueron Lee Wonju, quien participó como director asistente, Nam Hyunwoo director de fotografía, Emma Sungeun Kim como productora, y Park Jinsil como director de arte.[cita requerida]

## Recepción
Tamar Herman, de Billboard, escribió un artículo sobre el álbum reeditado You Never Walk Alone, y describió el sencillo «Spring Day» como una «canción alt hip-hop fusionada con instrumentales de rock y sintetizadores EDM», que además combina los elementos de rap por los que BTS es conocido con «voces de ensueño y letras de anhelo». Herman llama a «Not Today» la contraparte dual única de «Spring Day», un himno de poder para «todos los desvalidos del mundo». «Spring Day» se posicionó en el número 1 de la lista «Las 20 Mejores canciones de K-pop de 2017» de Dazed Digital. El tema fue descrito como un «estudio inteligente, persuasivo y elegantemente refrenado sobre la pérdida y la nostalgia» que «evade deliberadamente el cliché y el drama».
Tras la publicación de la canción en Corea del Sur, esta se convirtió en el primer gran éxito de BTS y se mantuvo en el número 1 de Melon por 24 horas. También se posicionó en el primer puesto en otros portales del país. La canción tiene el sexto vídeo de K-pop más visto de 2017.

## Créditos y personal
| Los créditos están adaptados de las notas del CD «You Never Walk Alone». - Producción: Pdogg, RM, ADORA, "hitman" bang, Arlissa Ruppert, Peter Ibsen, Suga - Teclado: Pdogg - Sintetizador: Pdogg - Guitarra: Jeong Jaepil - Bajo: Lee Jooyeong - Coro: Jungkook, Arlissa Ruppert - Arreglo vocal y de rap: Pdogg - Ingenieros de audio: - Pdogg @ Dogg Bounce - Jeong Wooyeong @ Big Hit Studio - Peter Ibsen @ Sky Studios - Ingeniero de mezcla: - James F. Reynolds @ Schmuzik Studios | Los créditos de la versión remix de la canción están adaptados de SoundCloud. - Producción: Pdogg, RM, ADORA, "hitman" bang, Arlissa Ruppert, Peter Ibsen, Suga - Arreglo de banda: DOCSKIM, KHAN - Interpretado por la banda de BTS 'GHOST' - Programación de ritmo adicional: Hiss noise - Ingeniero de mezcla: - Yang Ga @ Bit Hit Studio |

## Posicionamiento en listas
| Lista (2017)                                    | Mejor posición |
| ----------------------------------------------- | -------------- |
| Corea del Sur (Gaon Digital Chart)              | 1              |
| Estados Unidos (Bubbling Under Hot 100 Singles) | 15             |
| Estados Unidos (World Digital Song Sales)       | 1              |
| Finlandia (Billboard Digital Song Sales)        | 9              |
| Francia (SNEP)                                  | 94             |
| Japón (Japan Hot 100)                           | 38             |
| Malasia (RIM)                                   | 9              |
| Nueva Zelanda (RMNZ Heatseekers)                | 3              |
| Portugal (AFP)                                  | 42             |
| Reino Unido (Independent Singles)               | 24             |
| Reino Unido (Singles Download Chart )           | 46             |

| Lista                              | Posición |      |      |      |      |      |      |
| 2017                               | 2017     | 2017 | 2017 | 2017 | 2017 | 2017 | 2017 |
| ---------------------------------- | -------- | ---- | ---- | ---- | ---- | ---- | ---- |
| Corea del Sur (Gaon Digital Chart) | 13       |      |      |      |      |      |      |
| 2018                               |          |      |      |      |      |      |      |
| Corea del Sur (Gaon Digital Chart) | 31       |      |      |      |      |      |      |

## Certificaciones y ventas
| Japón (RIAJ) | Oro | 50 000 000 |

## Premios y reconocimientos
| Crítico/Publicación | Lista                                                              | Posición | Ref.   |
| ------------------- | ------------------------------------------------------------------ | -------- | ------ |
| 10 Magazine         | Las 10 canciones de 2018 de artistas coreanos que escuchar         |          | [ 35 ] |
| Billboard           | Las mejores canciones de K-pop de 2017: Elecciones de los críticos | 5        | [ 36 ] |
| Dazed Digital       | Las 20 Mejores canciones de K-pop de 2017                          | 1        | [ 18 ] |
| Idolator            | Las Mejores canciones de K-pop de Q1                               | 8        | [ 37 ] |
| KultScene           | 25 Mejores canciones de K-pop de 2017                              | 12       | [ 38 ] |
| KultScene           | Mejores vídeos musicales de K-pop de 2017                          |          | [ 39 ] |

| Año  | Premios                 | Categoría                                     | Resultado |
| ---- | ----------------------- | --------------------------------------------- | --------- |
| 2017 | Mnet Asian Music Awards | Mejor vídeo musical                           | Ganador   |
| 2017 | Melon Music Awards      | Canción del año                               | Ganador   |
| 2017 | Melon Popularity Award  | Premio de popularidad semanal (20 de febrero) | Ganador   |
| 2018 | Golden Disc Awards      | Digital Bonsang                               | Ganador   |
| 2018 | Golden Disc Awards      | Digital Daesang                               | Nominado  |
| 2018 | Gaon Chart Music Awards | Canción del año – febrero                     | Nominado  |

| Programa                  | Fecha                  |
| ------------------------- | ---------------------- |
| Show Champion (MBC Music) | 22 de febrero de 2017  |
| M Countdown (Mnet)        | 23 de febrero de 2017  |
| Music Bank (KBS2)         | 24 de febrero de, 2017 |
| Inkigayo (SBS)            | 26 de febrero de 2017  |

## Ventas
| País                       | Ventas     |
| -------------------------- | ---------- |
| Corea del Sur (Gaon)       | 2 500 000+ |
| Estados Unidos (Billboard) | 14 000     |